# René Koechlin

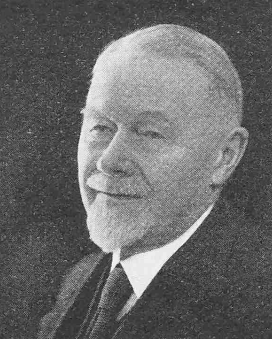
René Koechlin, ca. 1948

René Koechlin (* 4. August 1866 in Bühl, Elsass, Französisches Kaiserreich; † 30. Juni 1951 in Villard unterhalb von Blonay, Kanton Waadt, Schweiz) war ein im Wasser- und Kraftwerksbau tätiger Ingenieur mit Ehrendoktorat der Universität Lausanne, der auch zur Glaziologie publizierte.

## Leben
Koechlin stammt aus einer alten Familie mit Verbindungen zur Schweiz und zum Elsass. René Koechlins Bruder Maurice war ebenfalls Ingenieur; er ist als Konstrukteur des Eiffelturms bekannt. Ein Cousin zweiten Grades war der Industrielle und Rennfahrer Paul, Cousins dritten Grades waren der Offizier und Politiker Carl, der Komponist Charles sowie der Mineraloge Rudolf Koechlin. Der Textil- und Eisenbahnunternehmer André Koechlin war ein Großonkel René Koechlins.
Nach seiner Ausbildung zum Bauingenieur am Eidgenössischen Polytechnikum Zürich, die von 1883 bis 1987 dauerte, machte er ein kurzes Praktikum bei Sulzer, bevor er in die Société des Travaux Publics et Constructions in Paris eintrat. In diesem Unternehmen befasst er sich mit dem Bahnbau in Anatolien sowie mit dem Bau der Eisenbahn vom Kaspischen Meer nach Samarkand, wofür er 1888 an einer Erkundungsreise teilnahm. Der Bau dieser Eisenbahn, die damals die ganze Welt beeindruckte, war eine Offenbarung für den jungen Ingenieur und trug zur Entwicklung seines Unternehmergeistes bei. Koechlin nahm 1889 an einer Erkundungsreise für den Bau der Bahnstrecke Jaffa–Jerusalem teil.
Ab 1890 arbeitete Koechlin im Zürcher Bauunternehmen Locher & Cie mit, wo er unter Leitung von Eduard Locher bei der Planung der Bauinstallationen des Simplontunnels und des Kraftwerks Eglisau-Glattfelden mithalf. Bei diesen Arbeiten kam Koechlin auf die Idee, die Wasserkraft des Rheins für die Industrie im Elsass zu nützen.
1899 trat Koechlin in die Compagnie Nouvelle d’Électricité ein, die sich mit Straßenbahnen befasste. Unter seiner Leitung als Technischem Direktor wurden die Straßenbahnen von Fontainebleau, Bourges, Poitiers, Pau und Armentières gebaut und betrieben. Die Gesellschaft wurde später von Omnium lyonnais de chemins de fer et tramways übernommen, wo sich Koechlin um die Planung der U-Bahn-Strecke der Société du chemin de fer électrique souterrain Nord-Sud de Paris kümmerte.
Koechlin verließ 1901 die Omnium lyonnais und setzte fortan seine Kraft für den Bau des Rheinseitenkanals mit dem Kraftwerk Kembs ein. Das für die damalige Zeit besonders große und kühne Projekt erforderte viel Geschick im Verhandeln mit den daran beteiligten Regierungen und der Zentralkommission für die Rheinschifffahrt. Obwohl das Projekt erst nach dem Ersten Weltkrieg in den 1920er-Jahren umgesetzt werden konnte, war das Kraftwerk Kembs bei seiner Eröffnung 1932 immer noch eines der bedeutendsten Flusskraftwerke Europas.
Ab 1941 publizierte René Koechlin mehrere Beiträge zur Mechanik der Gletscher.

## Bedeutung
Im Jahre 1907 wurde Koechlin in die Geschäftsleitung der Schweizerischen Gesellschaft für elektrische Industrie berufen, der späteren Indelec. Unter seiner Führung erwarb dieses Unternehmen bald einen maßgeblichen Einfluss auf viele Stromerzeugungs- und -verteilungsunternehmen in Europa. René Koechlin war einer der ersten, der das immense Wachstum der Elektroindustrie erkannte und dazu einen wesentlichen Beitrag leistete. Insbesondere war er einer der Pioniere beim Bau von großen Pumpspeicherkraftwerken.

## Werke (Auswahl)
- La navigation et l'utilisation des forces motrices du Rhin en aval de Bâle. Bâle : F. Wittmer 1919.
- (mit Maurice Koechlin): Mécanisme de l'eau et principes généraux pour l'établissement d'usines hydro-electriques. 3 tomes. Paris ; Liége : Ch. Béranger 1924–1926.
- Formation et mouvement des glaciers. Berne : Staempfli 1941.
- Sur la forme du lit des glaciers. Note à la Commission des glaciers. Berne : Stæmpfli 1943.
- Les glaciers et leur mécanisme. Lausanne : Rouge 1944.
- Le secret des dallages anciens et modernes. Album. Lausanne : Rouge 1947.
- Voyage en Asie Centrale : Paris-Samarkand, 1888. Préf. de Catherine Poujol. Strasbourg : Editions La Nuée bleue 2002, ISBN 2-7165-0578-0.